# Église Notre-Dame de Versailles
Pour les articles homonymes, voir Église Notre-Dame et Notre-Dame.
L'église Notre-Dame de Versailles est une église paroissiale située rue de la Paroisse, dans le quartier Notre-Dame, à Versailles (Yvelines), sa façade faisant face à la rue Hoche, anciennement rue Dauphine. Elle est notamment la paroisse du château de Versailles. Le curé actuel est le père Guillaume Boidot.

## Historique

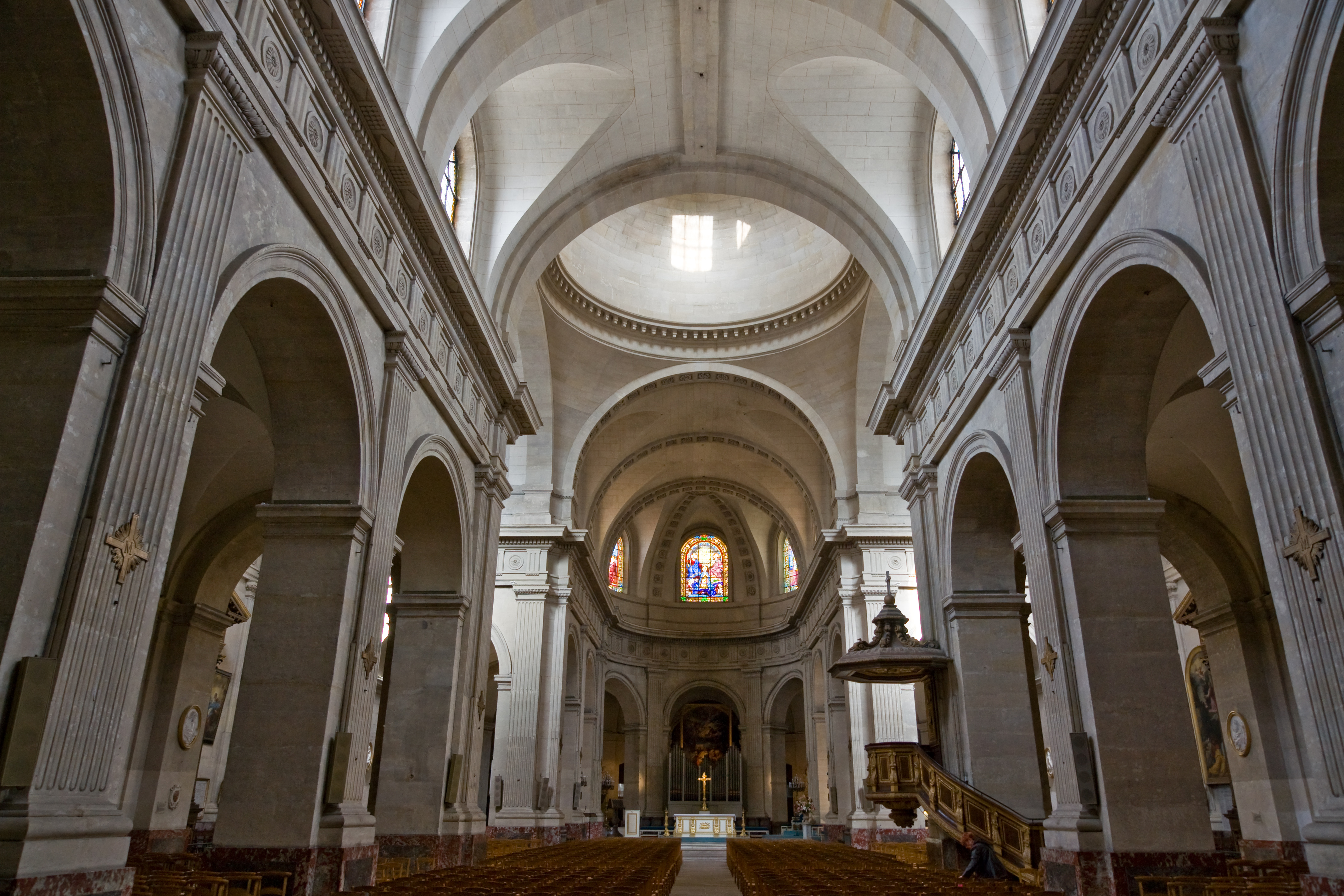
Intérieur de l'église.

Lorsque la Cour de France s'installe définitivement à Versailles à partir de 1682, l'ancien petit village devient une ville dont la population s'accroit très fortement, et notamment dans le quartier neuf situé au nord de l'avenue de Paris, qui devient le quartier Notre-Dame. La construction d'une nouvelle église, voulue par le roi Louis XIV, est confiée, aux comptes des Bâtiments du Roi, à l'architecte Jules Hardouin-Mansart dans un style classique. La première pierre est posée le 10 mars 1684 par le roi en personne. Mansart choisit pour cette nouvelle église le parti traditionnellement employé : trois vaisseaux, des chapelles latérales, un transept saillant, une coupole de croisée, un déambulatoire et des chapelles rayonnantes.
L'église est consacrée le 30 octobre 1686 à « Notre-Dame en son Assomption ». Le clergé, commun à la chapelle royale du château, se compose de douze lazaristes, appelés aussi Congrégation de la Mission, religieux d'un ordre fondé par saint Vincent de Paul en 1625. L'église Notre-Dame se trouve dans le prolongement de la perspective de la place Dauphine, actuellement place Hoche. Le territoire de la paroisse Notre-Dame incluait, et inclut toujours, le château de Versailles avec sa chapelle royale : c'est ainsi que sont enregistrés dans ses registres paroissiaux tous les actes de baptême, de mariage et de décès de la famille royale de France à Versailles, notamment les baptêmes de sept rois de France, Louis XV, Louis XVI, Louis XVII, Louis XVIII, Charles X, Louis XIX et Louis-Philippe Ier, ainsi que celui de Philippe V d'Espagne, les mariages de Louis XVI et Marie-Antoinette, Louis XVIII et Marie-Joséphine de Savoie, et Charles X et Marie-Thérèse de Savoie, et les sépultures de Louis XIV et Louis XV.

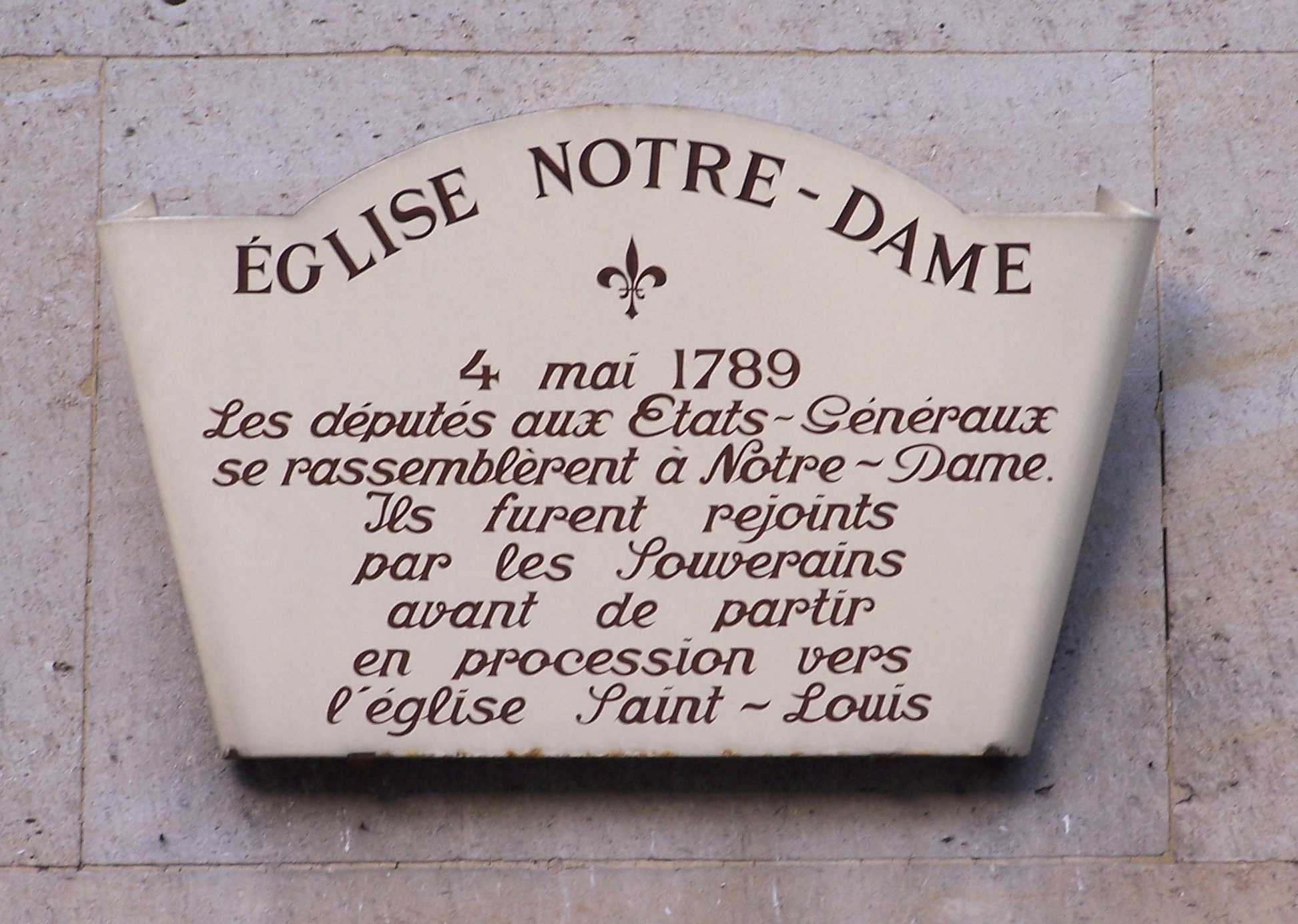
Plaque apposée sur la façade de l'église et commémorant la procession du 4 mai 1789.

Le 4 mai 1789, la procession inaugurale des États généraux part de l'église Notre-Dame. Pendant la Révolution française, l'église est pillée et presque intégralement vidée de son mobilier et de ses décorations. En 1793, quand débute la politique de déchristianisation officielle, elle est transformée en temple de la raison puis en lieu de culte décadaire. À la fin de la période révolutionnaire, c'est sa voisine, l'église Saint-Louis de Versailles, qui est choisie comme cathédrale du nouveau diocèse de Versailles. Le 15 septembre 1802, le curé Jacques Grandpré rétablit la croix sur le dôme de l'église. En janvier 1805, les Versaillais accueillent le pape Pie VII qui déclare à la foule particulièrement nombreuse : « Est-ce donc là ce peuple français que l’on disait si irréligieux ? »
Au cours du XIXe siècle, l'église est progressivement remeublée et restaurée. Ainsi, en 1818, on y installe le cénotaphe du comte de Vergennes, ministre des Affaires étrangères de Louis XVI, qui a signé le traité de Versailles donnant l'indépendance aux États-Unis en 1783. De 1858 à 1873, une nouvelle chapelle axiale (consacrée au Sacré-Cœur) est construite par l'architecte Ernest Le Poittevin qui est aussi l'auteur des halles du marché Notre-Dame. Le chœur est également complètement réaménagé. Cette chapelle axiale de plan circulaire reprend le thème des chapelles mariales de la période classique dont la plus célèbre est celle de l'église Saint-Roch de Paris, construite en 1709 par Jules Hardouin-Mansart.
L'église Notre-Dame fait l’objet d’un classement au titre des monuments historiques depuis le 4 août 2005.
En 2021, une horloge en fonte en pièces détachées est retrouvée dans un garage vétuste de l'avenue de Paris. Il s'avère qu'elle ornait autrefois l'église Notre-Dame et qu'elle date de 1763. Elle a probablement été retirée à la fin du XIXe siècle car ne fonctionnant plus, démontée et mise de côté puis oubliée. C'était une commande royale (Louis XV en l'occurrence), comme le prouve la fleur de lys présente à côté de la mention : « Inventée et exécutée par Nicolas Collette, natif de Cologne, horloger à Versailles 1763 ». L'aiguille fait 1,50 mètre, ce qui conduit l'horloger Bernard Draux, découvreur de l'objet, à estimer que le cadran était de 3 mètres. Après examen des pièces, la municipalité prévoit de remonter l'horloge et de sélectionner un lieu pour la mettre en valeur,.

## Œuvres conservées dans l'église
L'église Notre-Dame conserve un Christ en croix de marbre de 1690 réalisé par le sculpteur Laurent Magnier. Ce Christ était autrefois situé sur le maître-autel de l'église du prieuré du Val-Saint-Éloi, à Longjumeau, disparu depuis. Les statues de la Vierge et de saint Jean, également en marbre, qui entourent ce Christ ont été ajoutées ultérieurement. Les statues originales qui étaient à Saint-Éloi sont conservées dans l'église Saint-Étienne de Chilly-Mazarin. Le monument funéraire de Vergennes se trouve dans une chapelle latérale du côté Évangile.

## Liste des curés de l'église Notre-Dame

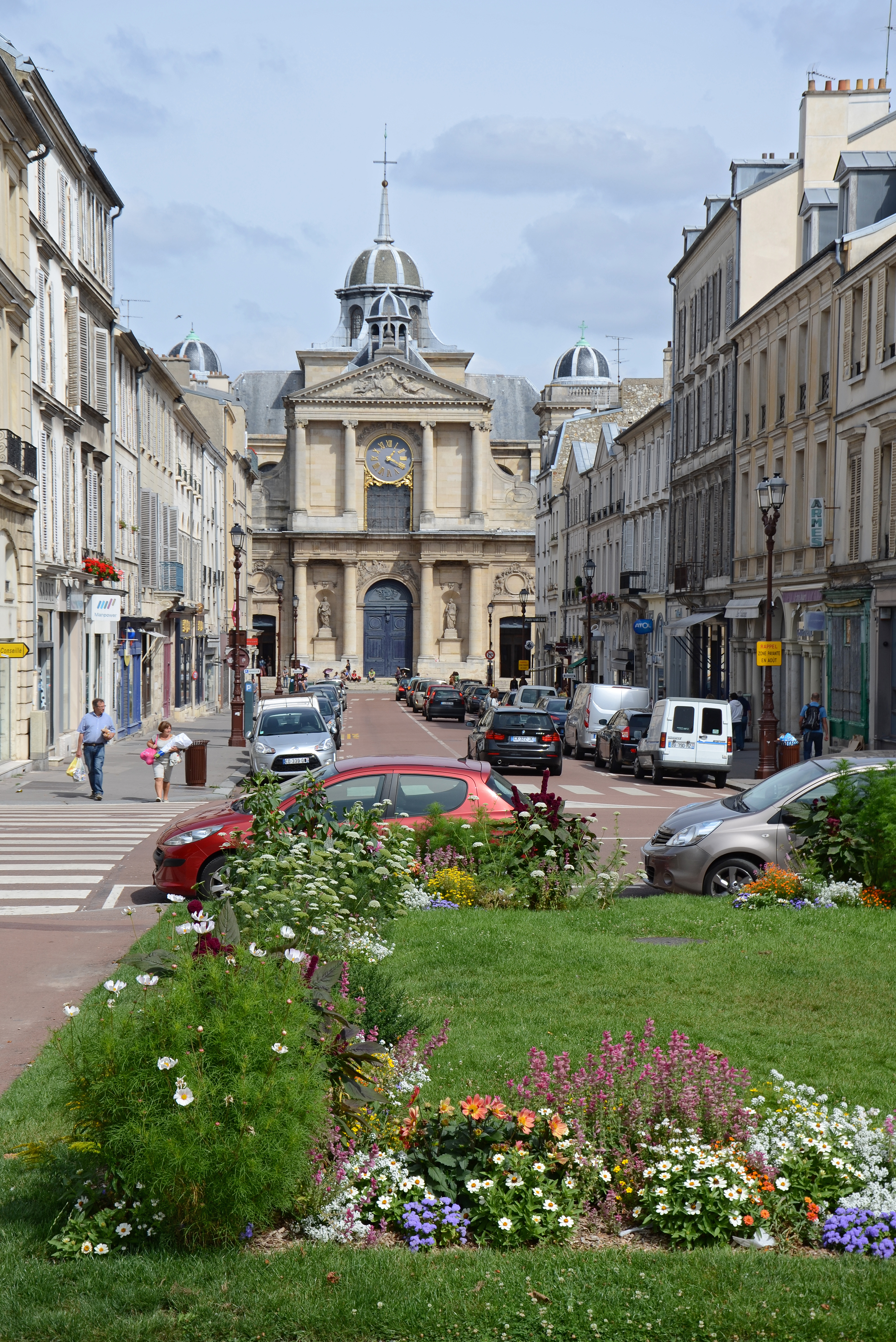
L'église Notre-Dame vue de la place Hoche.

De sa création en 1686 jusqu'à nos jours, la paroisse Notre-Dame a compté 32 curés.
- Père François Hébert (1651-1728), de 1686 à 1704, avant d'être nommé évêque d'Agen
- Abbé Claude Huchon, de 1704 à 1722, présent au baptême de Louis XV, rédige également l'acte de décès de Louis XIV
- Abbé Maurice Bailly, de 1722 à 1730
- Abbé Jean Jomard (1684-1773), de 1730 à 1754
- Abbé Jean Rance, de 1754 à 1760
- Abbé Jean-François Allart (1712-1775), de 1760 à 1775, présent aux baptêmes de Louis XVI, de Louis XVIII et de Charles X, rédige également l'acte de décès de Louis XV
- Abbé Honoré Nicolas Brocquevielle (1719-1785), de 1775 à 1785, présent au baptême de Louis XVII
- Abbé Aphrodise-André Jacob (1729-1792), de 1785 à 1790, présent aux baptêmes de Louis XIX et de Louis-Philippe Ier
- Abbé Jean-Julien Avoine (1741-1793), de 1790 à 1793, évêque constitutionnel de Versailles
- Abbé Jacques Grandpré, de 1801 à 1809
- Abbé Louis Maurice Rousseau, de 1809 à 1834
- Abbé François Victor Rivet (1796 à 1884), de 1834 à 1838, avant d'être nommé évêque de Dijon
- Abbé Louis Pinard (1796 à 1884), à partir de 1838

[...]
- Abbé Pierre Delort-Laval, de 2015[9] à 2022
- Abbé Guillaume Boidot, depuis 2022

## Personnalités
- Antoine Alexis de Perier de Salvert (1691-1757), chef d'escadre y est inhumé en avril 1757[10].
- Charles-Michel de L'Épée, dit « l'Abbé de l'Épée » (1712-1789), prêtre français, l'un des précurseurs de l'enseignement spécialisé dispensé aux sourds-muets, né à Versailles le 24 novembre 1712, baptisé en l'église Notre-Dame le 26 novembre 1712[11].
- Le violoniste et compositeur Rodolphe Kreutzer a été baptisé le 16 novembre 1766 dans cette église.
- Le 14 novembre 1908, l'évêque Charles Gibier bénit l'union du prince Pierre d'Orléans-Bragance avec la comtesse tchèque Élisabeth Dobrzensky de Dobrzenicz dans cette église[12].

## Illustrations

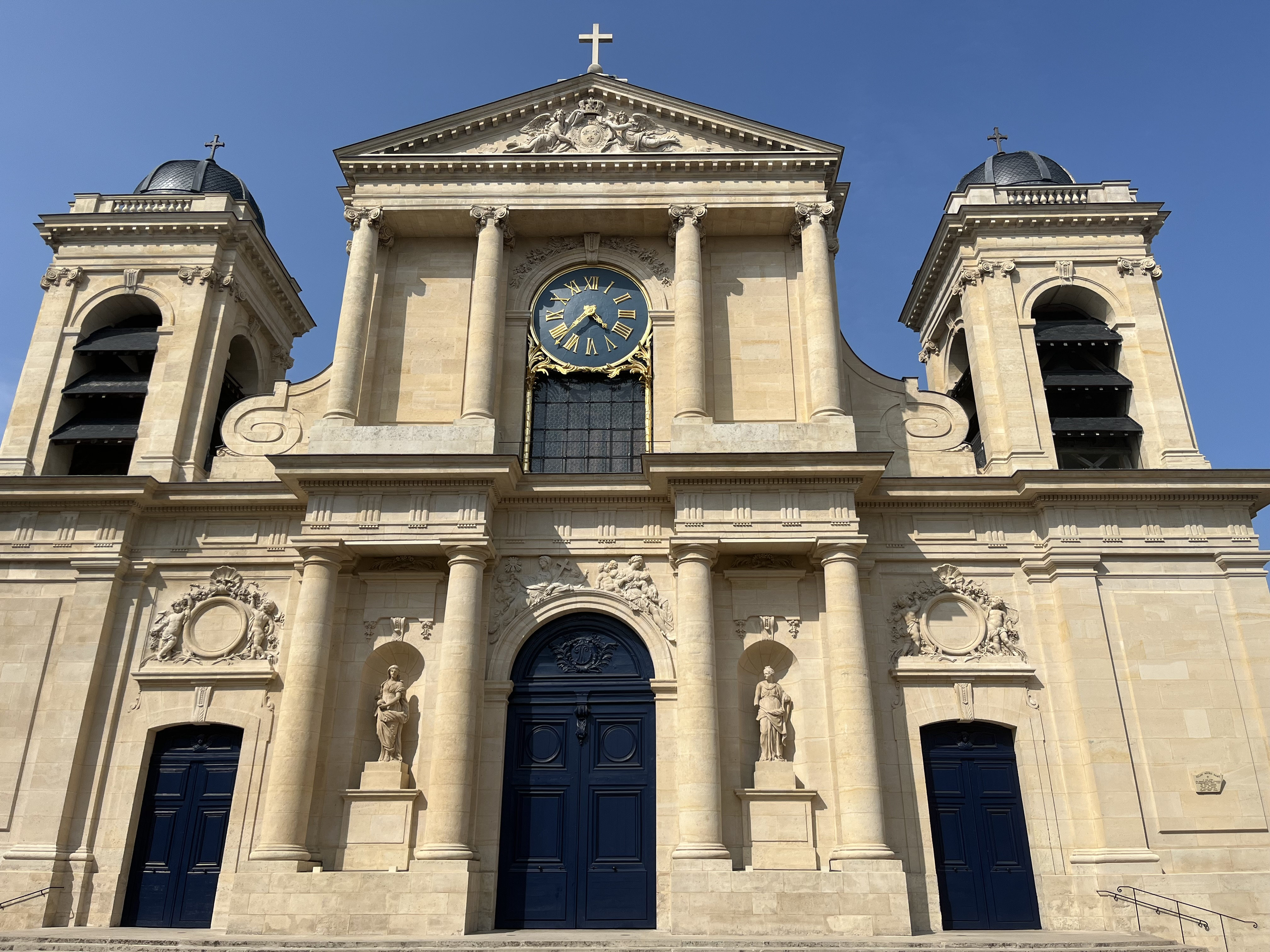
Façade de l’église Notre-Dame de Versailles.
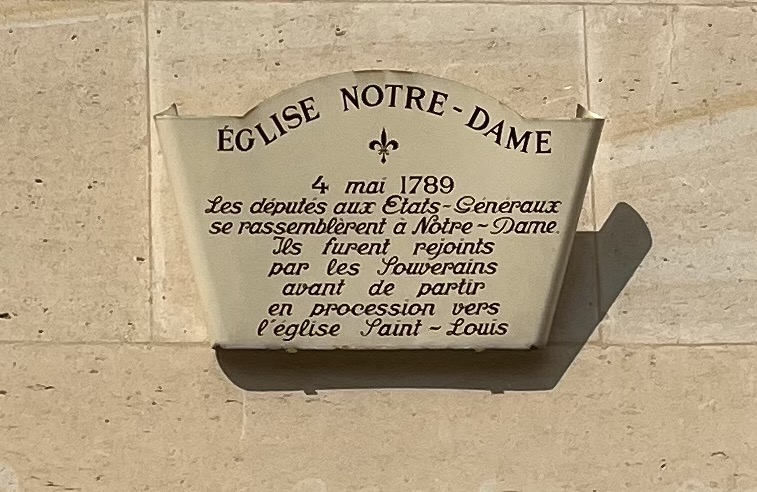
Plaque apposée sur la façade de l’église Notre-Dame de Versailles en commémoration au rassemblement du 4 mai 1789.
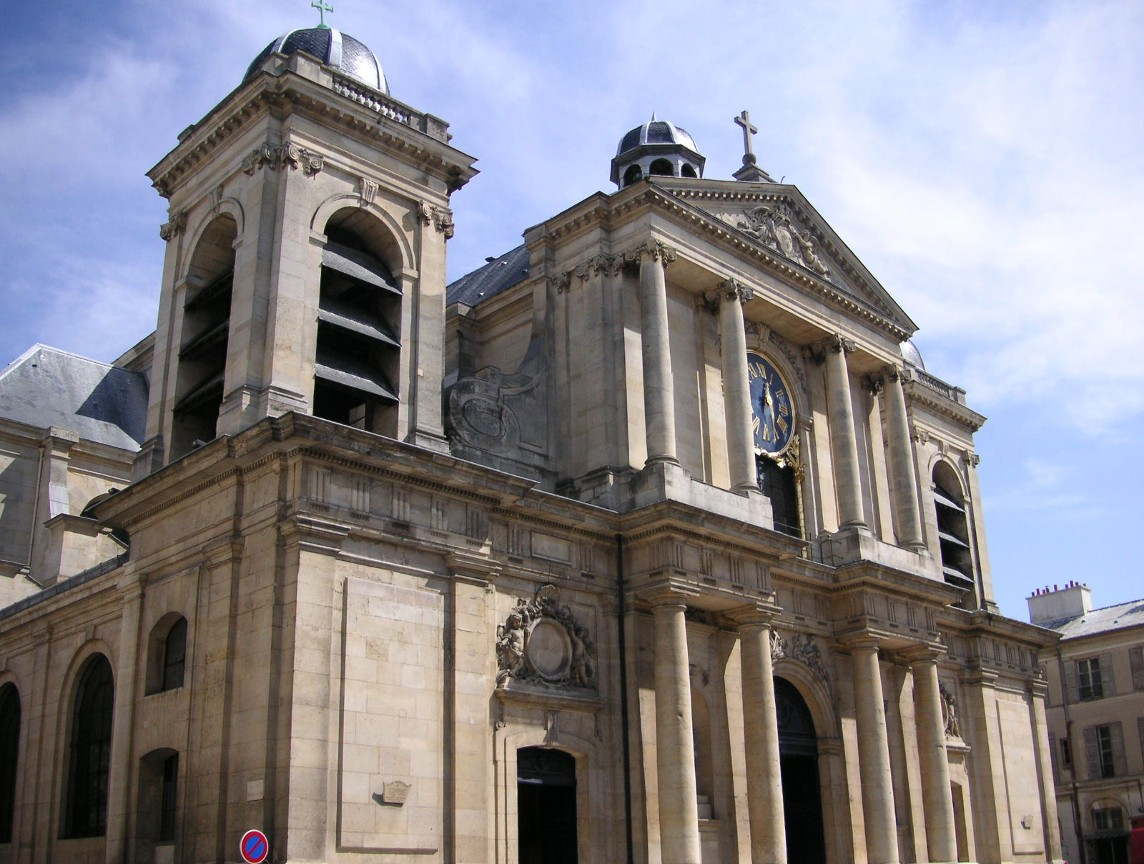
Vue rapprochée de la façade.
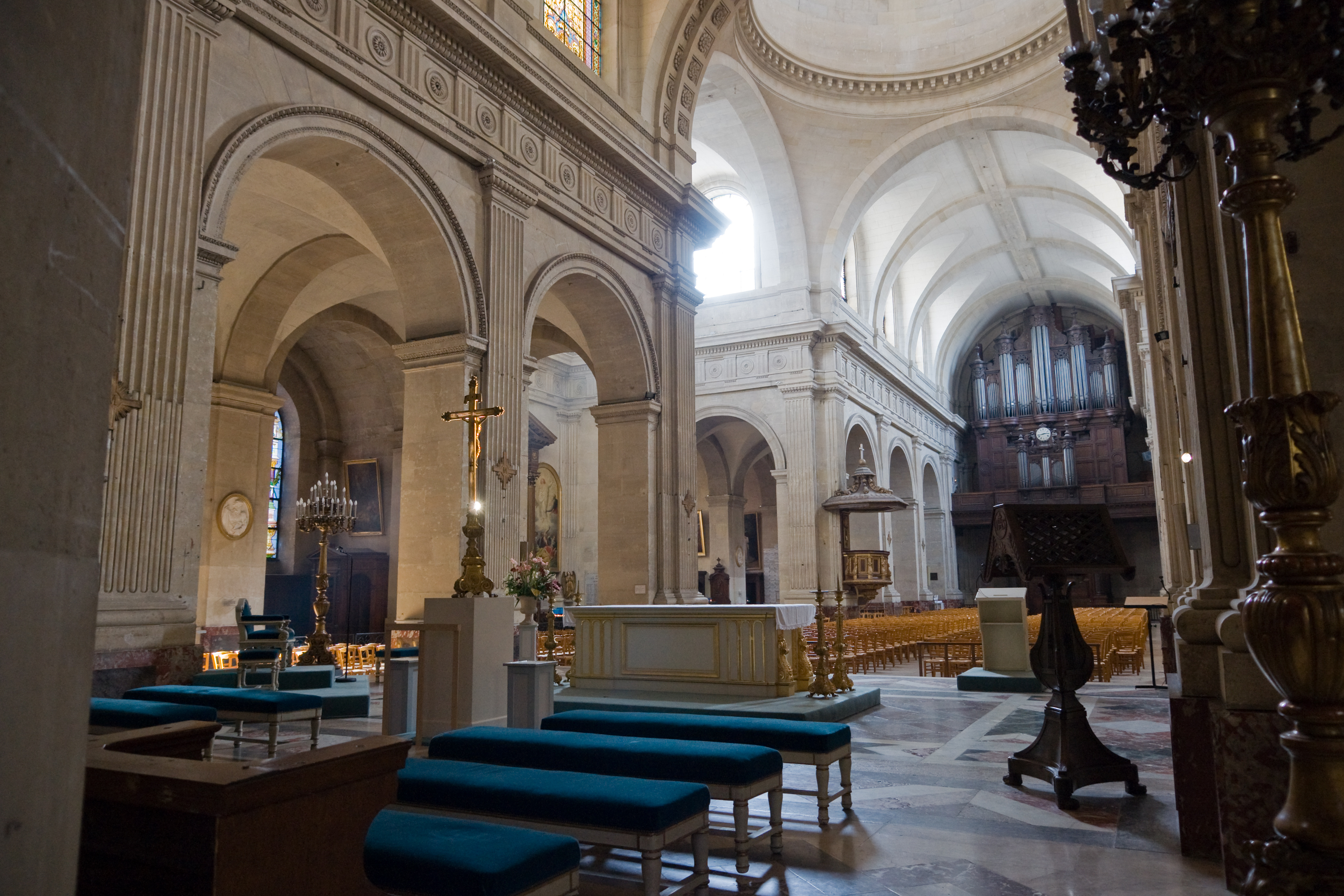
Intérieur de l'église.
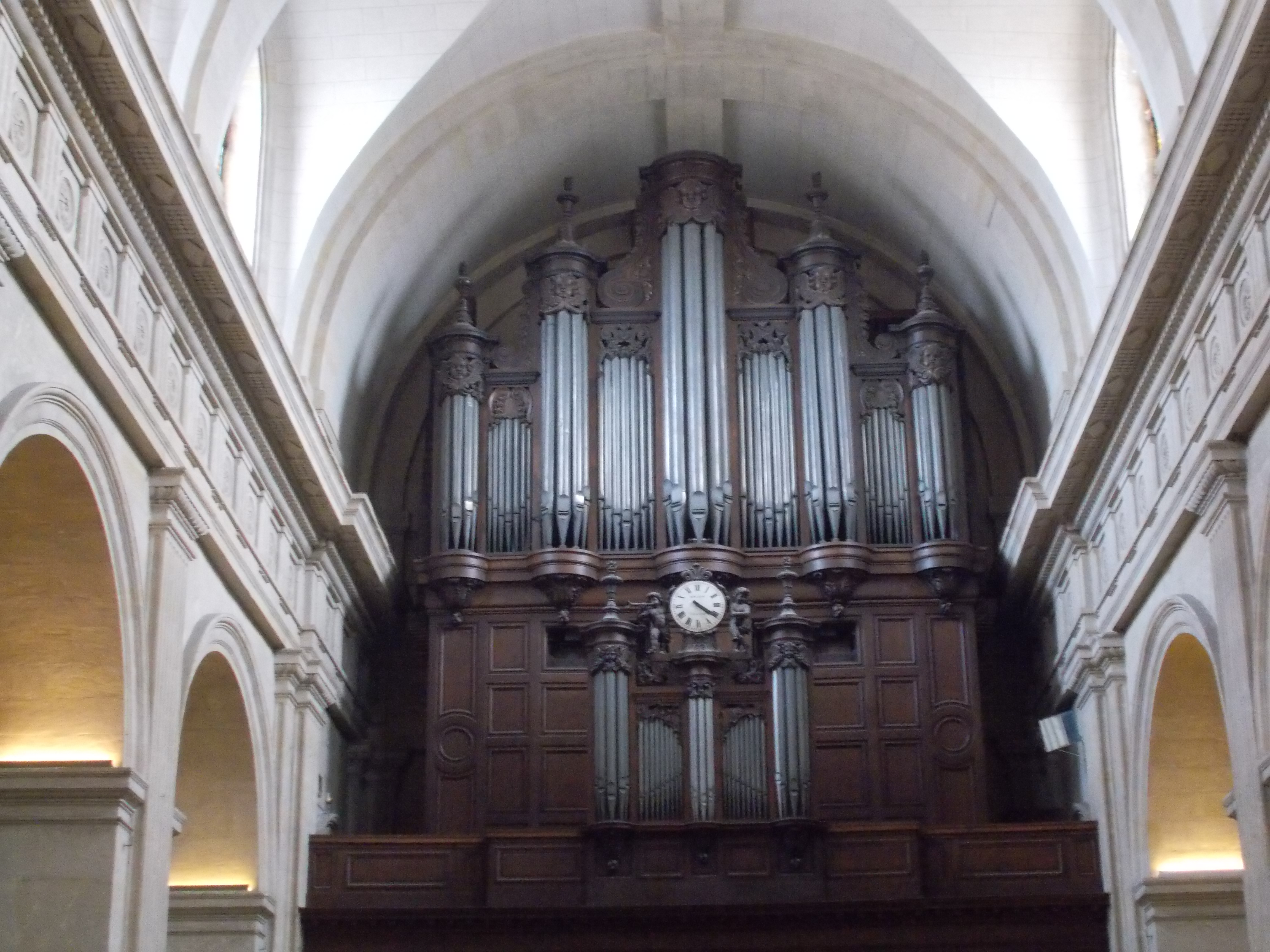
Le buffet des grandes orgues par Antoine Rivet (1687).
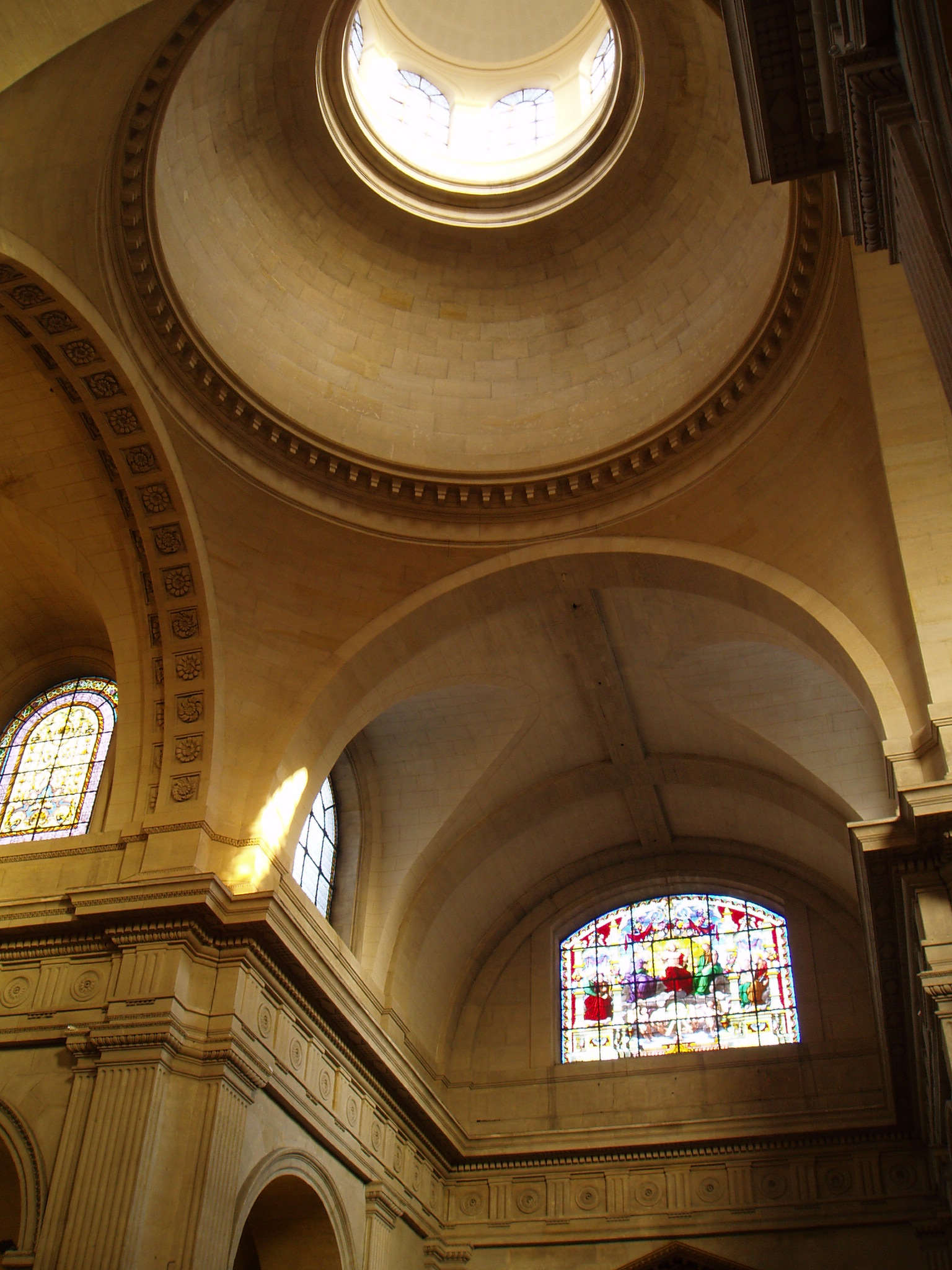
Vue du dôme et de la croisée du transept.
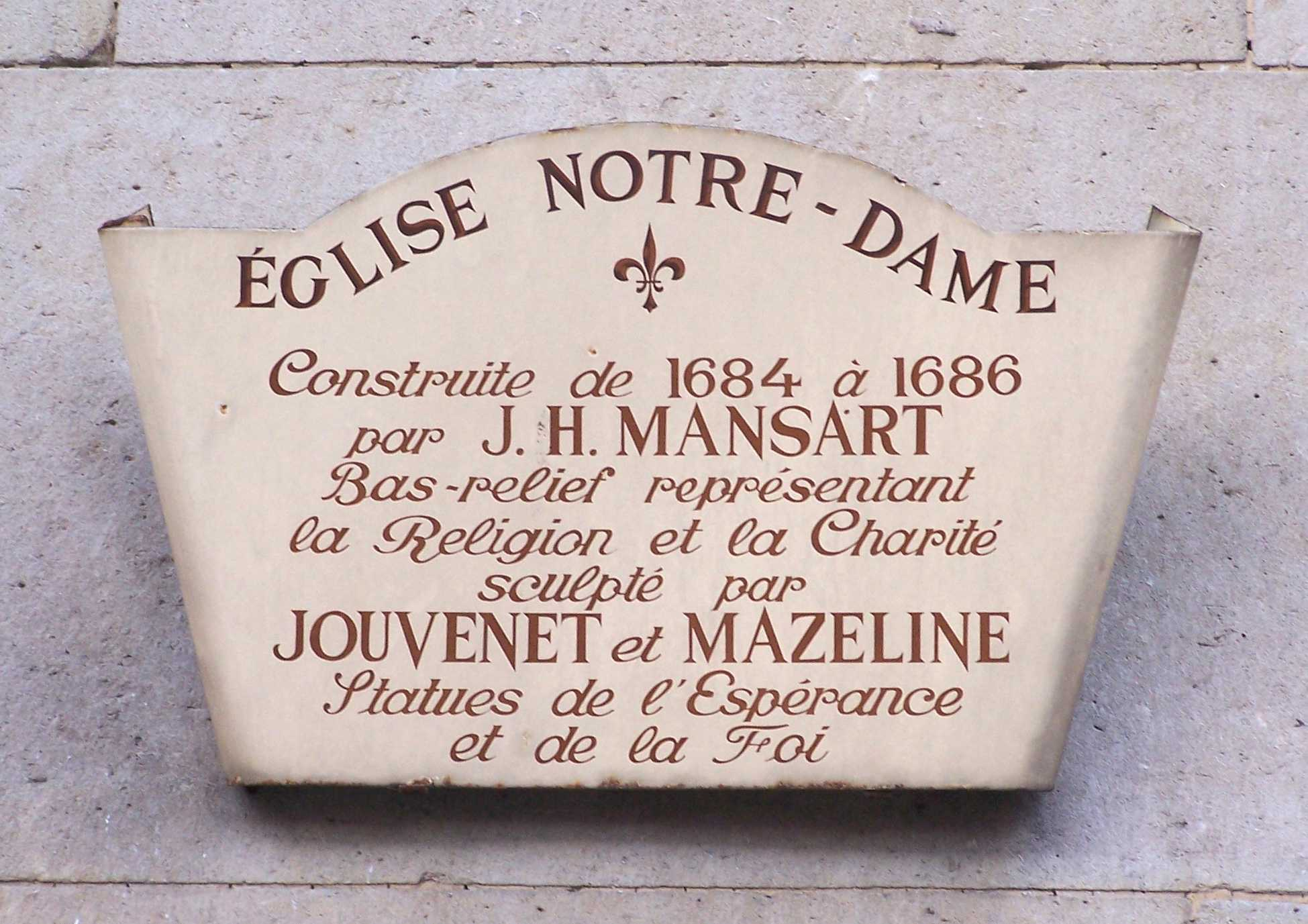
Panneau rappelant que l'architecte est Jules Hardouin-Mansart.
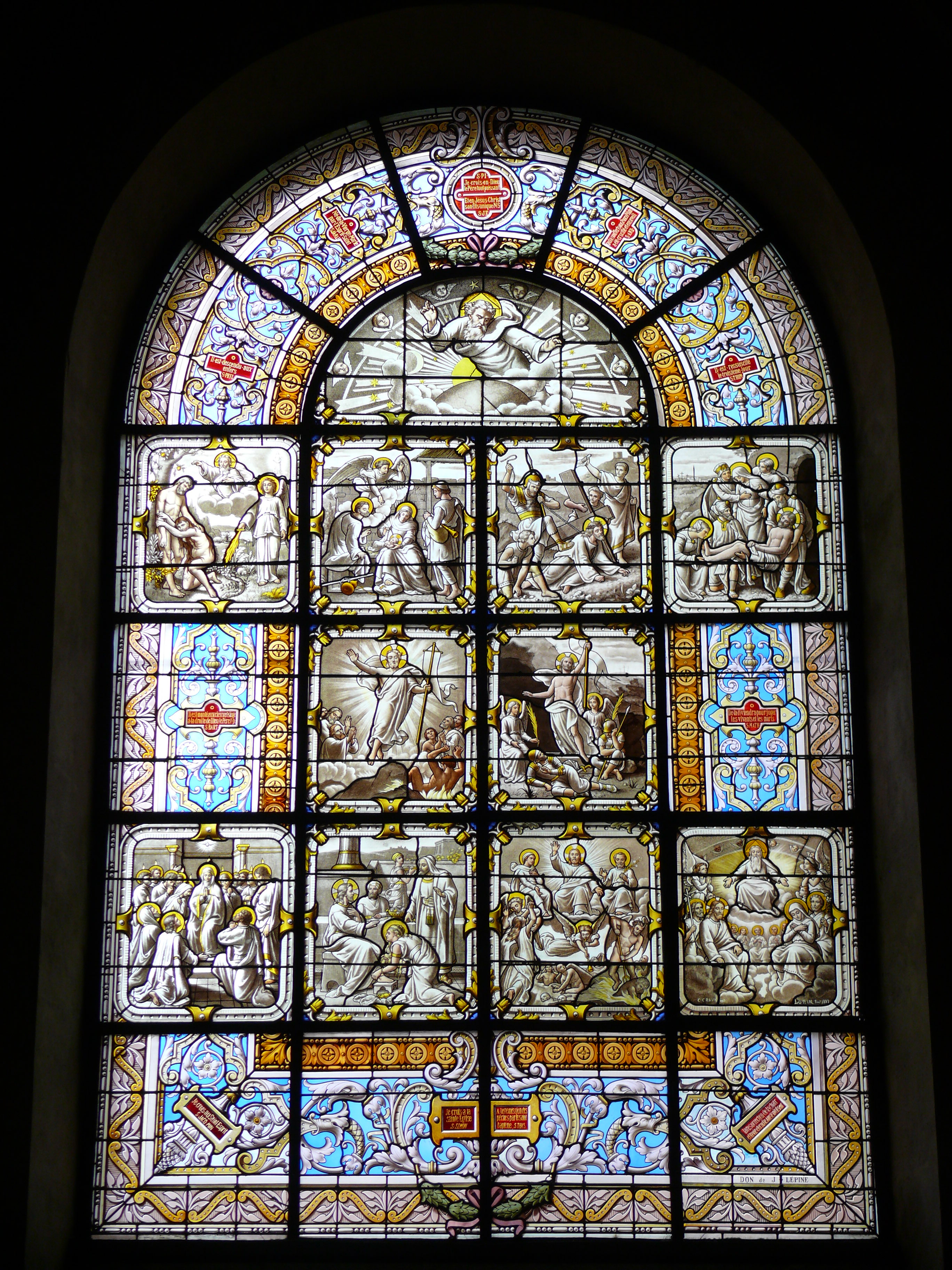
Vitrail de l'église, sur la vie de Jésus-Christ.

## Offices religieux et événements
Cinq messes dominicales sont célébrées en l'église Notre-Dame : l'une anticipée à 18h30 le samedi et les autres le dimanche à 8h30, 10h, 11h30 et 18h30 (animée par les jeunes). Des messes en semaine ont également lieu.